# Mauricio Isla
Mauricio Aníbal Isla Isla (phát âm tiếng Tây Ban Nha: [mauˈɾisjo ˈizla]; sinh ngày 12 tháng 6 năm 1988) là một cầu thủ bóng đá người Chile hiện đang thi đấu cho câu lạc bộ Flamengo của Brasil và đội tuyển bóng đá quốc gia Chile.
Isla bắt đầu sự nghiệp của mình trong hệ thống đào tạo trẻ của đại học Católica, và sau đó anh chuyển đến câu lạc bộ Ý Udinese vào năm 2007, nơi anh có trận đấu chuyên nghiệp đầu tiên. Nhờ những màn trình diễn tốt, Juventus đã ký hợp đồng với Isla vào năm 2012. Tại đây, anh đã giành được 2 "scudetto" liên tiếp. Vào năm 2014, anh chuyển sang thi đấu cho QPR theo dạng cho mượn trong một mùa giải. Mùa giải tiếp theo, anh tiếp tục được cho mượn tại câu lạc bộ Marseille của Pháp.
Isla đã có 138 lần ra sân cho tuyển Chile kể từ khi ra mắt vào năm 2007, đại diện cho quốc gia này thi đấu hai kỳ World Cup (2010 và 2014) và năm giải đấu Copa América (2011, 2015, 2016, 2019 và 2021), giành chức vô địch năm 2015 và 2016.

## Thống kê sự nghiệp

### Quốc tế
| Chile     | Chile | Chile |
| Năm       | Trận  | Bàn   |
| --------- | ----- | ----- |
| 2007      | 1     | 0     |
| 2008      | 2     | 0     |
| 2009      | 7     | 0     |
| 2010      | 8     | 1     |
| 2011      | 13    | 1     |
| 2012      | 3     | 0     |
| 2013      | 10    | 0     |
| 2014      | 13    | 0     |
| 2015      | 14    | 1     |
| 2016      | 14    | 0     |
| 2017      | 14    | 1     |
| 2018      | 6     | 0     |
| 2019      | 10    | 0     |
| 2020      | 4     | 0     |
| 2021      | 13    | 1     |
| 2022      | 4     | 0     |
| 2024      | 2     | 0     |
| Tổng cộng | 138   | 5     |

#### Bàn thắng quốc tế
Bàn thắng và kết quả của Chile được để trước.
| #  | Ngày                 | Địa điểm                               | Đối thủ     | Bàn thắng | Kết quả | Giải đấu                      |
| -- | -------------------- | -------------------------------------- | ----------- | --------- | ------- | ----------------------------- |
| 1. | 7 tháng 9 năm 2010   | Sân vận động Dynamo, Kyiv, Ukraina     | Ukraina     | 1–2       | 1–2     | Giao hữu                      |
| 2. | 2 tháng 9 năm 2011   | AFG Arena, St. Gallen, Thụy Sĩ         | Tây Ban Nha | 1–0       | 2–3     | Giao hữu                      |
| 3. | 24 tháng 6 năm 2015  | Sân vận động Quốc gia, Santiago, Chile | Uruguay     | 1–0       | 1–0     | Copa América 2015             |
| 4. | 9 tháng 6 năm 2017   | VEB Arena, Moskva, Nga                 | Nga         | 1–0       | 1–1     | Giao hữu                      |
| 5. | 10 tháng 10 năm 2021 | Sân vận động Quốc gia, Santiago, Chile | Paraguay    | 2–0       | 2–0     | Vòng loại FIFA World Cup 2022 |

## Danh hiệu
Juventus
- Serie A: 2012–13, 2013–14
- Supercoppa Italiana: 2012, 2013, 2015

### Quốc tế
Chile
- Copa América: 2015, 2016

### Cá nhân
- Đội hình tiêu biểu Copa América: 2016[6]